# Torrent de Comabella (Bages)
El Torrent de Comabella és un afluent per l'esquerra de la Rasa de Davins, al Bages. Tot i pertànyer administrativament a Navàs és geogràficament més proper al nucli de Súria.

## Municipis per on passa
Des del seu naixement, el Torrent de Comabella passa successivament pels següents termes municipals.
|                                        | Longitud (en m.) | % del recorregut |
| -------------------------------------- | ---------------- | ---------------- |
| Per l'interior del municipi de Cardona | 924              | 49,36%           |
| Per l'interior del municipi de Navàs   | 948              | 50,64%           |

## Xarxa hidrogràfica
La xarxa hidrogràfica del Torrent de Comabella està constituïda pel mateix torrent i per un afluent per la dreta que amida 656. Aquests dos torrents que sumen una longitud total de 2.528 m.

### Distribució municipal
El conjunt de la xarxa hidrogràfica del Torrent de Comabella transcorre pels següents termes municipals: